# Bicyclette (locomotive)
Pour les articles homonymes, voir Bicyclette (homonymie).
Bicyclette en Europe est un type de locomotive à vapeur dont les essieux ont la configuration suivante (de l'avant vers l'arrière) :
- 2 essieux porteurs
- 1 essieu moteur
- 1 essieu porteur

## Codifications
Ce qui s'écrit :
- 4-2-2 en codification Whyte.
- 211 en codification français, espagnole et russe.
- 2A1 en codification de l' UIC.
- 14 en codification turque.
- 1/4 en codification suisse.

## Utilisation
Les locomotives de ce type ont de grandes roues motrices dont le diamètre peut atteindre plus de 2,4 mètres. Elles étaient utilisées pour les trains de passagers rapides. Leur masse de friction n'étant plus suffisante avec l'augmentation du poids des trains vers la fin du XIXe siècle, elles ont été de plus en plus remplacées par des locomotives à deux ou trois essieux motrices.

## Exemples

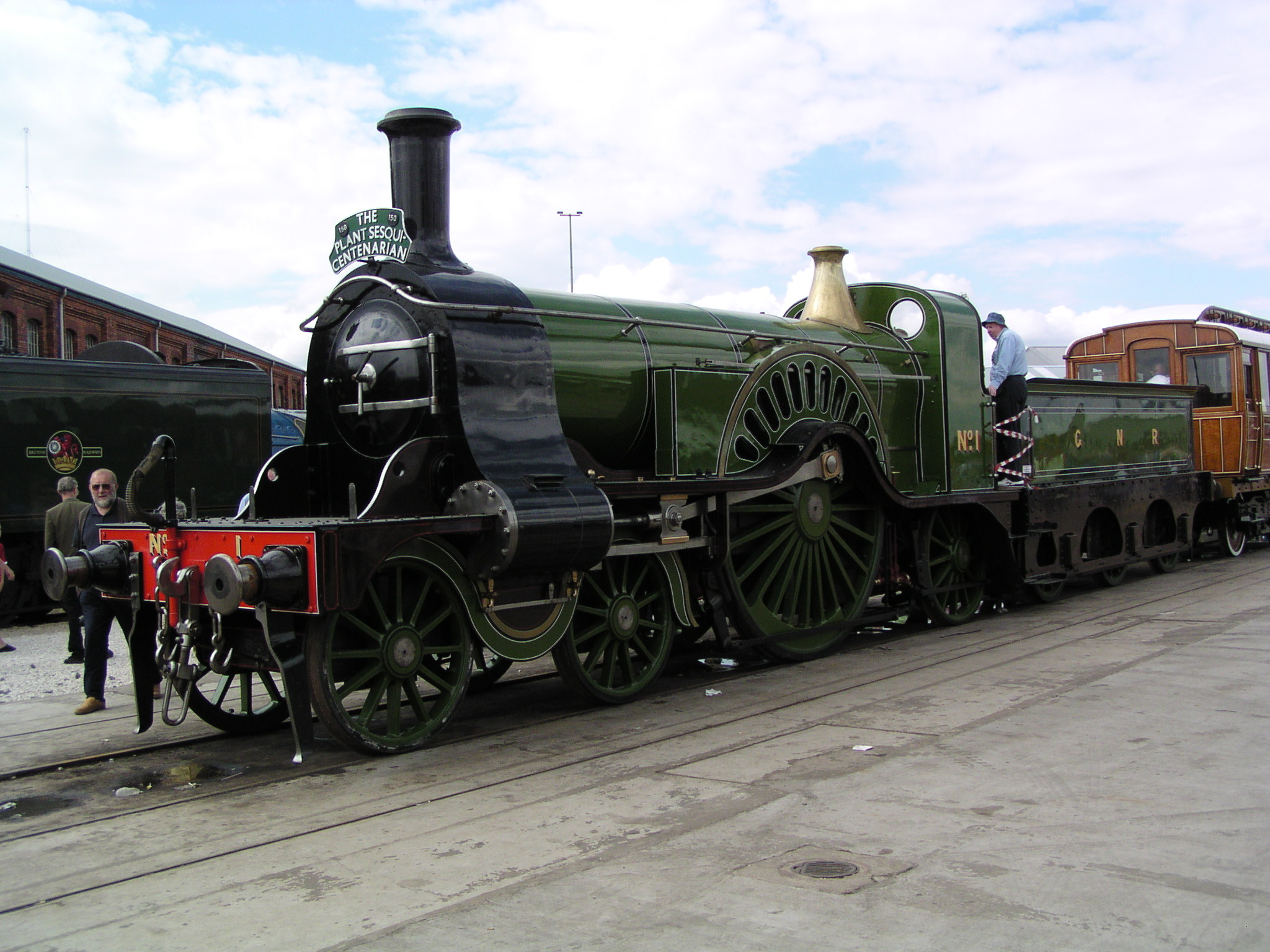
Une locomotive de la classe Stirling Single du Great Northern Railway

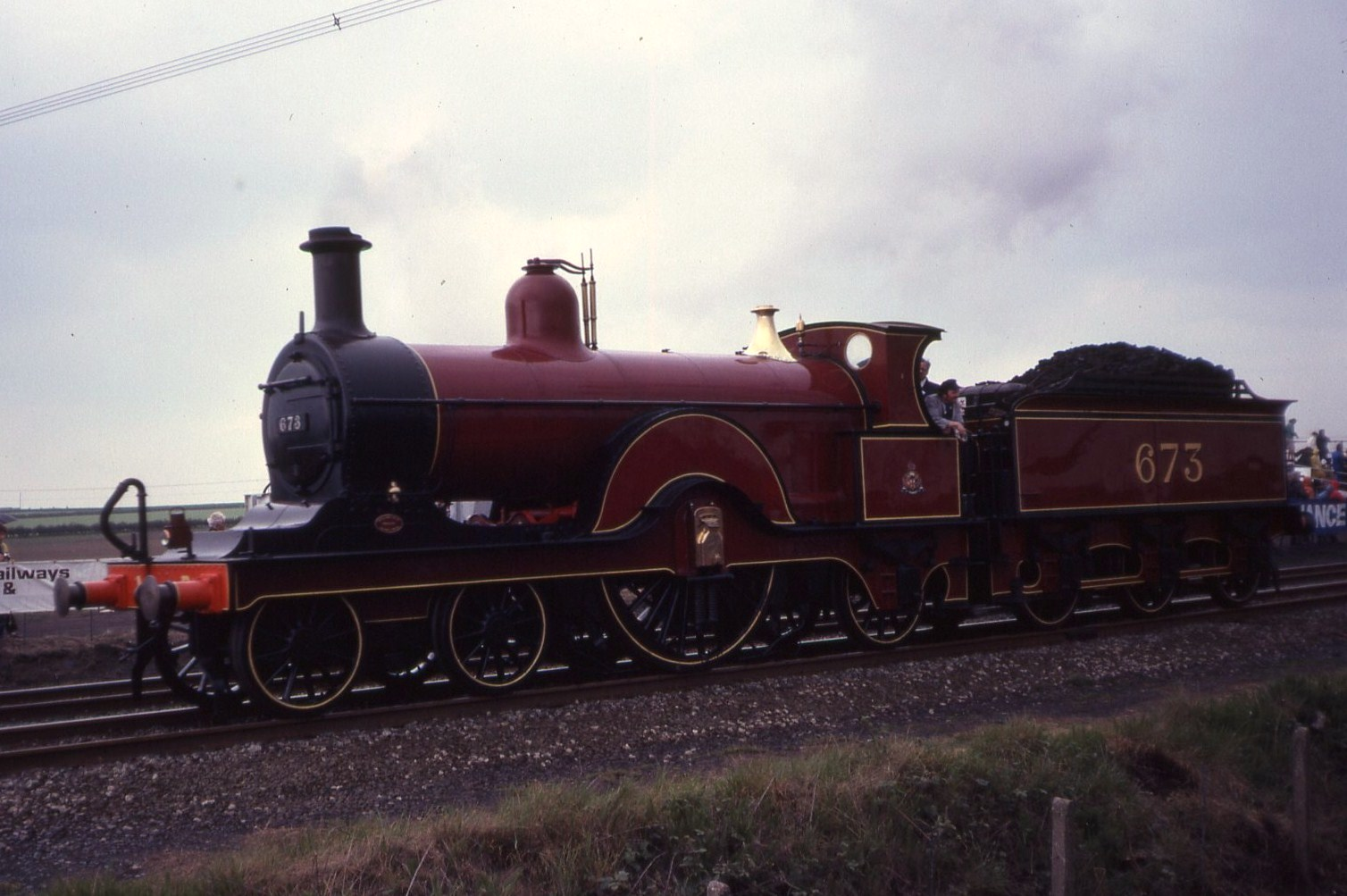
Une locomotive de la classe 115 du Midland Railway

Les compagnies ferroviaires britanniques Bristol and Exeter Railway, Great Western Railway (classes Iron Duke, Rover et Achilles), Great Central Railway (classe 13), Great Eastern Railway (classe P43), Midland Railway (classe 115) et Great Northern Railway (classe A2 ou Stirling Single) ont fait construire des locomotives de ce type en série. Une Stirling Single du Great Northern Railway et une locomotive de la classe 115 du Midland Railway sont préservées au musée ferroviaire national de York.
Quelques exemplaires uniques ont été construits pour d'autres compagnies, et plusieurs locomotives 111 ont été converties au type 211, notamment la classe 3001 du Great Western Railway. Une réplique de la locomotive Iron Duke a été construite en 1984.